# Wieża widokowa na Łysuli
Wieża widokowa na Łysuli – turystyczna wieża widokowa, otwarta w 2024, znajdująca się na szczycie Łysula (551 m n.p.m.), w środkowej części Beskidu Niskiego, na terenie miejscowości Dominikowice.

## Opis
Wieża zbudowana została staraniem gminy Gorlice. Jej koszt razem z infrastrukturą towarzyszącą: drogi dojazdowej, oświetlenia, wiat przystankowych na szlaku wyniósł 4,6 mln zł. Wieża konstrukcji metalowej, oszalowana ma całkowitą wysokość 32 m. Platforma widokowa znajduje się na wysokości 28 m, a z podestu poniżej usytuowany jest wlot 54 metrowej zjeżdżalni. Jednocześnie na wieży może przebywać 50 osób. Nad bezpieczeństwem odwiedzających to miejsce czuwa elektroniczny system bezpieczeństwa.
Z wieży roztacza się widok obejmujący Beskid Niski, Obniżenie Gorlickie, Pogórze Ciężkowickie, a w pogodne dni Tatry.
 – do wieży można dojść pieszo szlakiem turystycznym Gorlice – Folusz. Dla zmotoryzowanych zostały przygotowane dwa nowe parkingi. Z parkingu na wieżę widokową idzie się około 20 minut zielonym szlakiem.

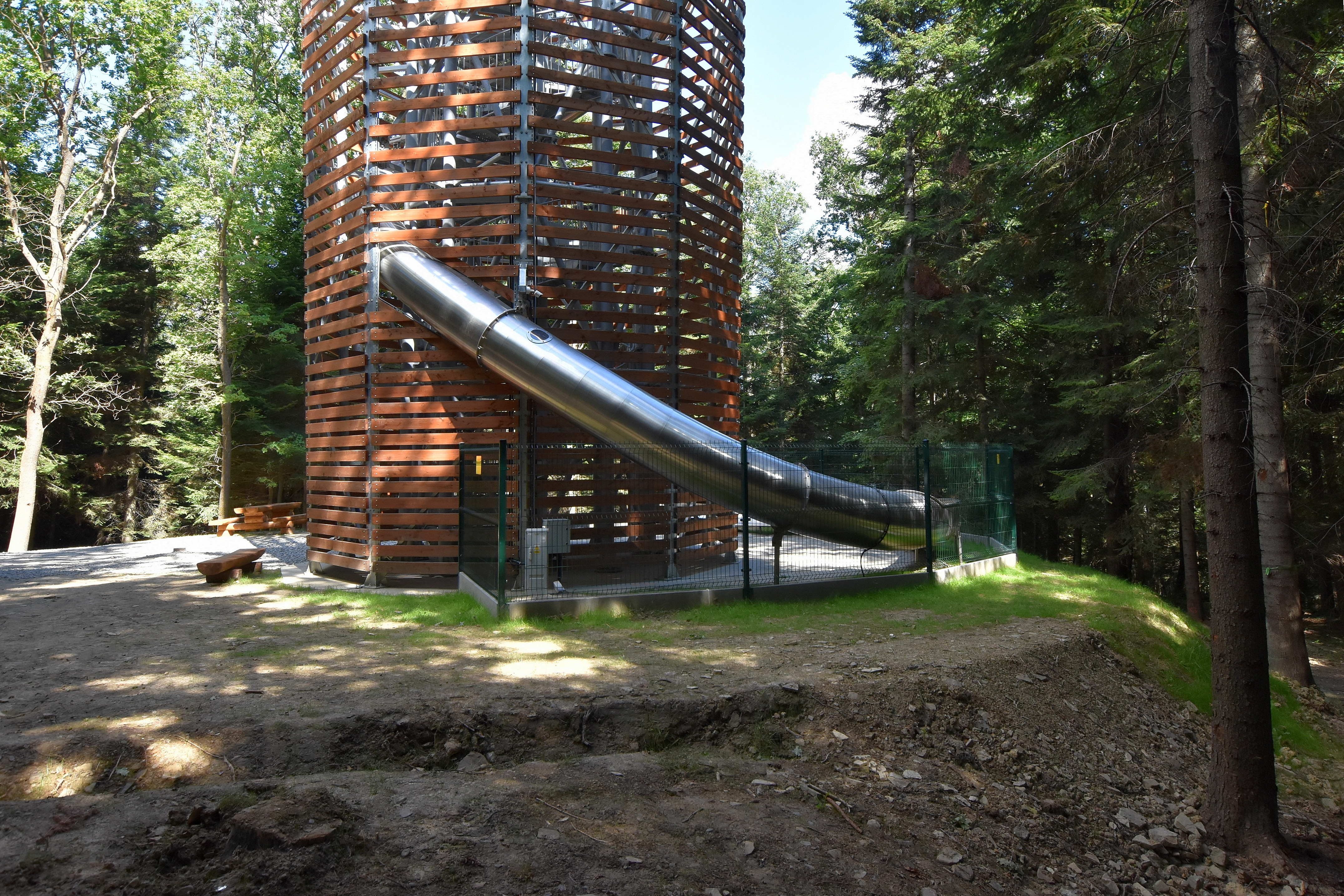
Zjeżdżalnia
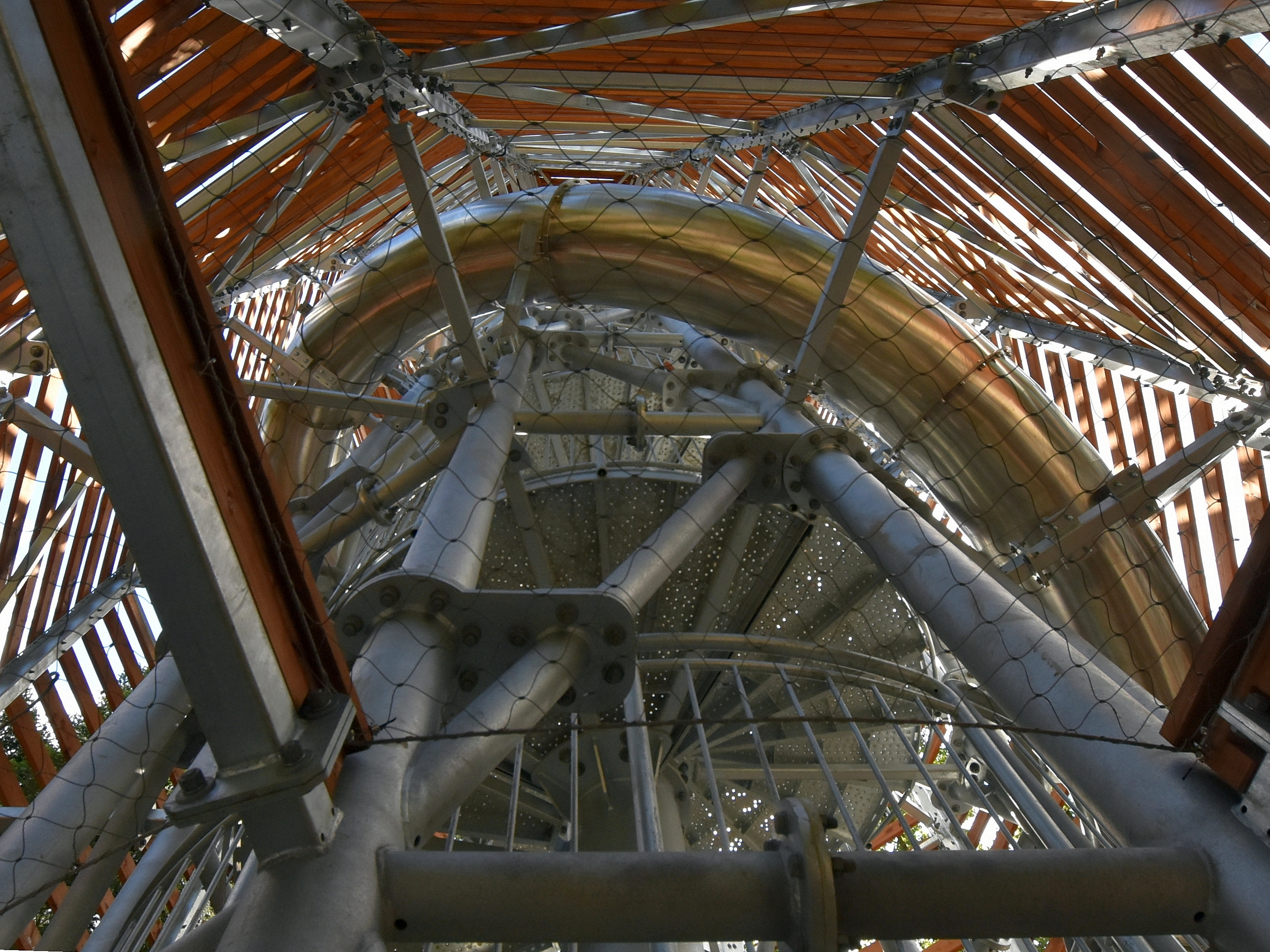
Konstrukcja
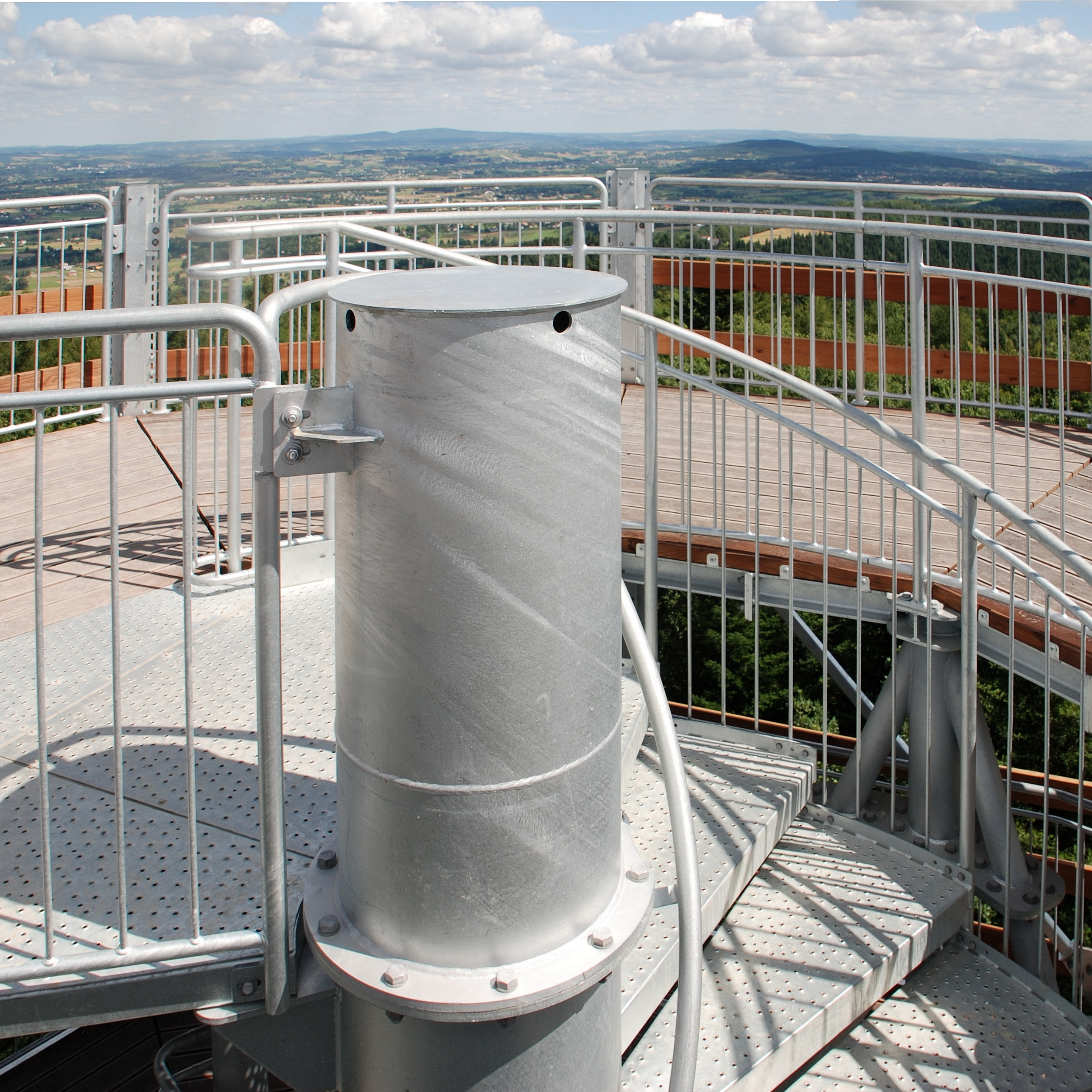
Wierzchołek wieży

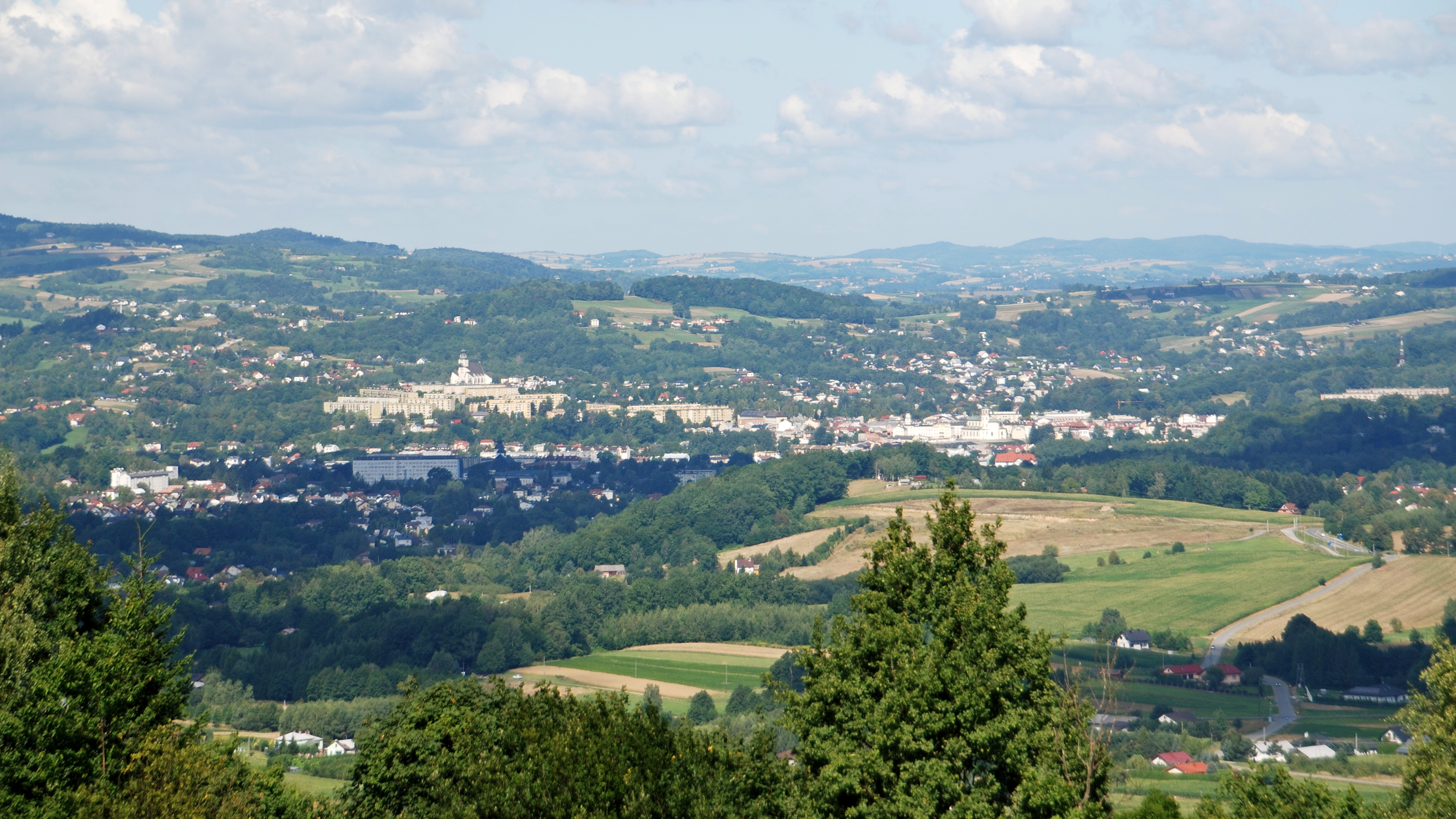
Widok na Gorlice
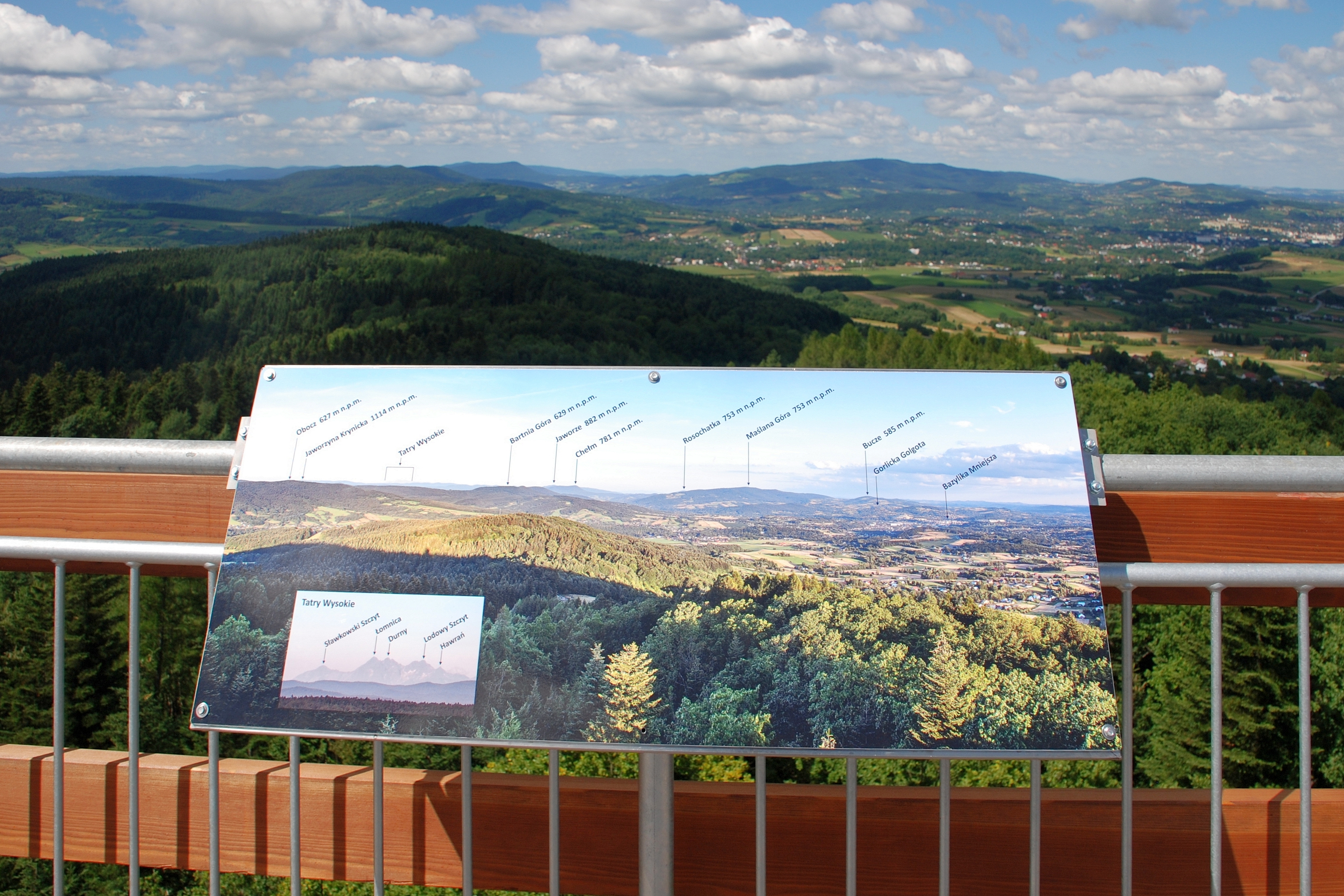
Opis widoku
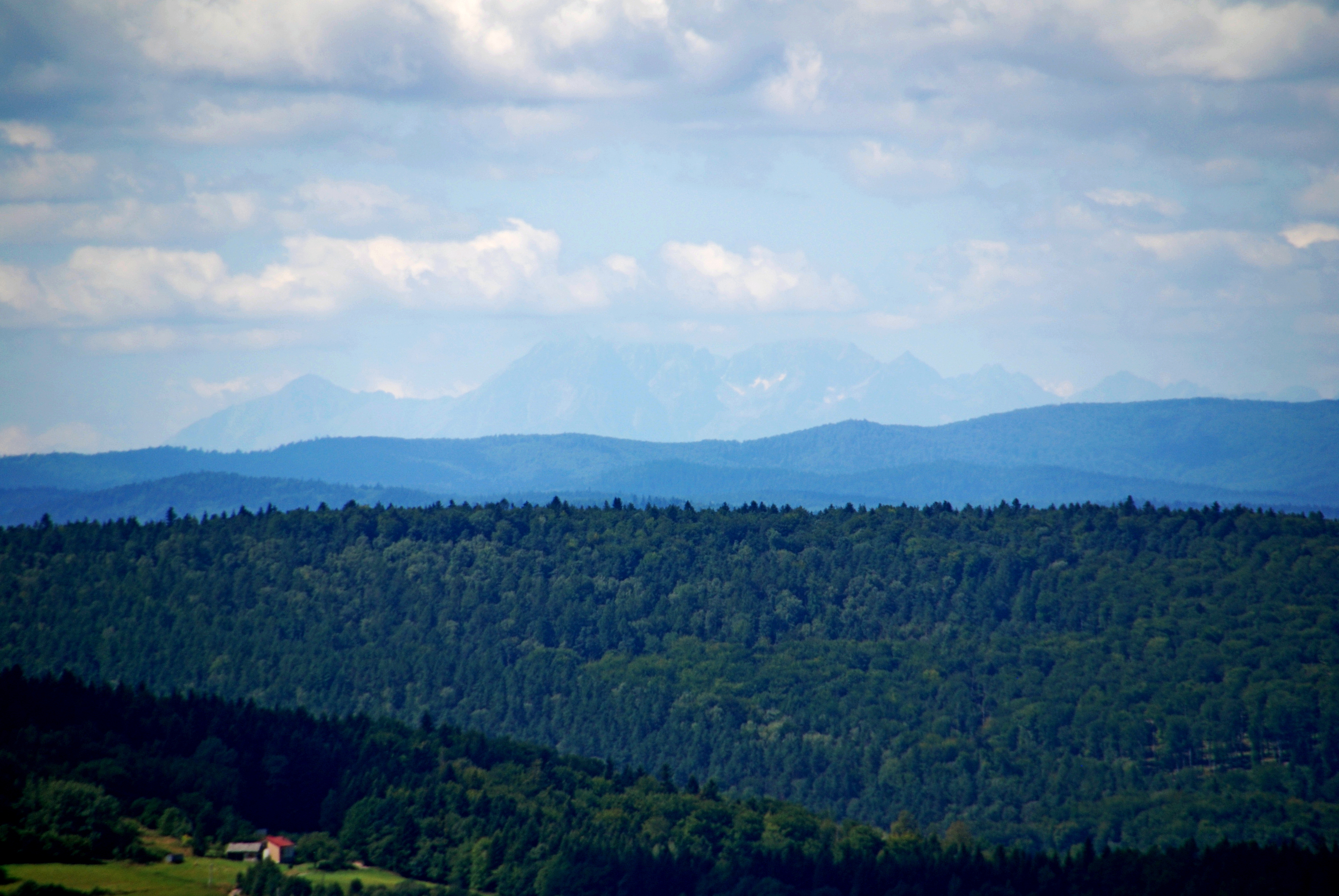
Widok na Tatry